# Амур
Аму́р (кит. трад. 黑龍江, упр. 黑龙江, пиньинь Hēilóng-jiāng, палл. Хэйлунцзян) — река на Дальнем Востоке в Восточной Азии. Протекает по территории России и её границе с КНР. Длина — 2824 км (от слияния Шилки и Аргуни), площадь бассейна — 1 856 тысяч км². Впадает в Охотское море или Японское море. Годовой сток составляет 403,66 км³.

## Этимология
Наименование реки произошло от общей для тунгусо-маньчжурских языков основы амар, дамур — «большая река». Китайцы называли Амур «Хэйхэ» (кит. 黑河) — «чёрная река», затем «Хэйлунцзян» — (кит. 黑龙江) — «Река чёрного дракона». Согласно легенде, в давние времена чёрный дракон, обитавший в реке и олицетворявший добро, победил злого, белого, дракона, который топил лодки на реке, мешал людям рыбачить и вообще нападал на любое живое существо. Победитель остался жить на дне реки в районе Хинганских щёк, что на границе Амурской и Еврейской автономной областей. С тех пор эта река и называется рекой Чёрного Дракона. «Хвост» Чёрного Дракона находится в степях Монголии и Даурии, «туловище» лежит в четырёх российских регионах и в одной китайской провинции. Две левые «лапы» дотягиваются до самого Станового хребта, где берут начало притоки Амура — Зея и Бурея, а две правые «лапы» — притоки Сунгари и Уссури — в Китае и в Приморье. «Голова» Дракона упирается в Охотское море, и он «пьёт воду» Татарского пролива. Длина «тела» Чёрного Дракона от «хвоста» до «головы» — более 4500 км, а площадь его (бассейн Амура) достигает 1,8 млн км².
У монголов Амур называется «Хара Мурэн» (бур. Хара Мүрэн, монг. Хар Мөрөн), а по-маньчжурски называется «сахалянь ула» (маньчж. ᠰᠠᡥᠠᠯᡳᠶᠠᠨ
ᡠᠯᠠ), где оба названия переводятся как «Чёрная река». От последнего пошло современное название острова Сахалин. Собственно река Амур начинается после слияния рек Шилки — «узкая долина» по-эвенкийски и Аргунь — «широкий» (ергунь) в переводе с монгольского.

## Географическое положение
Бассейн реки Амур расположен в умеренных широтах Восточной Азии. В пределах бассейна Амура представлены четыре физико-географические зоны: лесная (с подзонами хвойно-широколиственных лесов, средней и южной тайги), лесостепная, степная и полупустынная (с северной подзоной полупустынь и подзоной сухих степей). Количество годовых осадков колеблется от 250—300 миллиметров в наиболее аридной юго-западной части бассейна истоков Амура и до 750 миллиметров в юго-восточной части хребта Сихотэ-Алинь.
Амур образуется слиянием рек Шилка и Аргунь (за начало реки принято считать восточную оконечность острова Безумный).
Длина реки — 2824 километров от места слияния рек Шилка и Аргунь до его впадения в Амурский лиман. Относительно принадлежности Амурского лимана к Сахалинскому заливу и, следовательно, Охотскому морю, либо к Татарскому проливу и, соответственно, к Японскому морю, мнения различных авторов расходятся: БСЭ относит Амурский лиман к Японскому морю, а Международная гидрографическая организация — к Охотскому. БСЭ указывает, что устьем Амура принято считать створ мысов Озерпах и Пронге на выходе Амура в Амурский лиман. Длина системы Онон — Шилка — Амур составляет 4279 км. От истока Хайлар — Аргуни до устья Амура — 4049 километров. От истока реки Керулен, через Аргунь до устья Амура — 5052 км.
Бассейн реки Амур расположен в пределах трёх государств — России (более половины площади), также Китая (около 45 %) и Монголии (2 %). Границы между странами уточнялись, в том числе в 2005 и 2008 годах. Российский сектор бассейна реки, в свою очередь, может быть разделён на две неравные части — сибирскую, к которой относятся соответствующие участки бассейнов рек Шилка и Аргунь, и дальневосточную, в пределах которой расположена по существу вся долина Амура — левобережье Верхнего и Среднего Амура и весь Нижний Амур, с соответствующими этим участкам бассейнами притоков. Заметим, что иногда к системе Амура причисляют также озеро Далайнор с притоками (площадь водосбора 1856 тысяч км² его не включает).
В соответствии с российской лоцией Амур делится на: Верхний Амур — до Благовещенска; Средний Амур — от Благовещенска до Хабаровска и Нижний Амур — ниже Хабаровска.

## Гидрология реки
| Средний расход воды (м³/с) реки Амур по месяцам с 1933 по 1990 гг. (замеры производились на гидрологическом посту в Комсомольске-на-Амуре) |

По площади бассейна (1856 тысяч км²) Амур занимает четвёртое место среди рек России (после Енисея, Оби и Лены) и десятое место среди рек мира. Среднегодовой расход воды — в районе Комсомольска-на-Амуре 9819 м³/с, в районе устья — 11 400 м³/с.
По особенностям долины река разделяется на три основных участка: Верхний Амур (до устья реки Зея; 883 километров), скорость течения — 5,3 км/ч; Средний Амур (от устья реки Зея до устья реки Уссури включительно; 975 километров), скорость течения — 5,5 км/ч; Нижний Амур (от устья реки Уссури до Николаевска-на-Амуре; 966 километров), скорость течения — 4,2 км/ч. Важнейшая особенность гидрологического режима Амура — значительные колебания уровня воды, обусловленные почти исключительно летне-осенними муссонными дождями, которые составляют до 75 % годового стока. Колебания уровня в русле реки относительно межени составляют от 10—15 метров в Верхнем и Среднем и до 6—8 на Нижнем Амуре. При этом во время наиболее сильных ливней разливы на Среднем и Нижнем Амуре могут достигать 10—25 километров и держаться до 70 дней. После строительства гидроузлов на основных притоках Зея, Бурея и Сунгари, летне-осенние паводки на реке менее выражены и в нижнем течении реки изменения уровня составляют 3—6 м.

## Ихтиофауна
По разнообразию ихтиофауны Амур не знает себе равных среди рек России. Здесь водится 108 (по последним данным ~139) видов и подвидов рыб (см. Список рыб Амура), относящихся к пяти фаунистическим ихтиокомплексам. Из них только 36 видов имеют промысловое значение. Для сравнения, в Сырдарье — 42 вида рыб, в Лене — 46, Оби — 47, Енисее — 63, Волге — 77. Наряду с типичными видами бореального равнинного, предгорного и арктического пресноводного комплексов, в Амуре обычны представители «китайского» (ауха, белый и чёрный амуры, толстолоб, верхогляд и другие) и «индийского» (змееголов, косатка-скрипун, косатка-плеть, ротан). Здесь обитает один из крупнейших представителей осетровых — калуга, достигающая 4—5 м в длину; встречаются амурский и сахалинский осетры. Амур — богатейшая лососевая река Евразии, здесь нерестится 9 видов лососевых рыб.
Эндемики амурского бассейна: калуга, желтощёк, ауха (китайский окунь), амурский сиг, косатка-скрипун и змееголов.

## Притоки
Главные притоки: Зея, Бурея, Сунгари, Уссури, Анюй, Аргунь.

### Полемика: Амур или Зея
Существует мнение, что не Зея является притоком Амура, а наоборот. Из космоса хорошо видно, что Зея в месте слияния рек шире и полноводнее Амура. Кроме того, геологически именно долина Зеи является продолжением долины Амура, если смотреть с юга на север.
Тем не менее, наиболее удаленный исток от устья можно достигнуть традиционным путём, через Амур, Аргунь и далее. Полноводность и ширина не всегда берутся во внимание, как пример — впадение Камы в Волгу.

## Населённые пункты
Города: Амурск, Благовещенск, Хабаровск, Комсомольск-на-Амуре, Николаевск-на-Амуре (Россия), Хэйхэ (Китай).
- Благовещенск
- Хабаровск

## Судоходство
Российское судоходство на Амуре началось в 1854 году. Амур судоходен по всей длине — от Покровки (в 4 км ниже по течению от слияния Шилки и Аргуни), где он имеет гарантированную ширину 300 метров и глубину 1,3 м, и до впадения в Амурский лиман.
Российские грузовые и пассажирские перевозки осуществляет Амурское речное пароходство. Теплоходы «Метеор» курсируют на маршруте Хабаровск—Комсомольск-на-Амуре—Николаевск-на-Амуре. До распада СССР советские и зарубежные туристы путешествовали на круизном теплоходе «30 лет ГДР» и на семи амурских пассажирских теплоходах проекта 860 («Ерофей Хабаров», «Семён Дежнёв», «Миклухо-Маклай», «Г. И. Невельской», «В. Поярков», «Пржевальский», «Георгий Седов»), в 2010-е гг. речной туризм отсутствует. Между Хабаровском и китайским населённым пунктом Фуюань ходят т/х «Полесье» — в основном, перевозя «челноков». В Хабаровском районе осуществляются пригородные пассажирские перевозки на теплоходах «ОМ», «Москва», «Москвич» и «Заря».

## Амур как пограничная река
Весь Верхний и Средний Амур от Покровки (Забайкальский край) до Владимировки (Еврейская автономная область,). Пограничная зона начинается с 29 км выше Хабаровска, по Амуру проходит Российско-китайская граница, действует режим пограничной зоны. Нахождение в пограничной зоне посторонних лиц без пропуска, выдаваемого Пограничной службой Федеральной службы безопасности Российской Федерации, запрещено.
В середине XX века начался естественный процесс перехода реки Амур в новое русло, резко ускорившийся в начале XXI века из-за действий китайской стороны. Смещение русла, по мнению учёных, может привести к смыву нескольких российских посёлков и разрушению опор Хабаровского моста.
За последние десять-пятнадцать лет на китайской стороне Амура были произведены масштабные берегоукрепительные работы с возведением многокилометровых бетонных дамб, что приводит к размыву низменного российского левобережья. Разлив реки летом 2013 года наглядно продемонстрировал недостаточное внимание российской стороны к берегоукрепительным работам.
Амур быстро мелеет в районе Хабаровска, при этом протоки Бешеная и Пемзенская, расположенные на противоположном берегу, с каждым годом становятся шире и глубже. По подсчётам гидрологов, ежегодно их сток возрастает не меньше чем на 3 %. Уже зимой 2005 Пемзенская протока вобрала в себя 51 % общего стока воды в Амуре, что означает, что в настоящее время она является уже главным руслом, а не второстепенным рукавом.
В районе села Владимировка построено масштабное гидротехническое сооружение — переливная запруда через Пемзенскую протоку. В тело подводной плотины уложено не менее 80 тыс. кубометров камня. Параллельно с перекрытием Пемзенской протоки построена переливная запруда и на протоке Бешеная. По расчётам учёных, именно туда направится основной поток воды, после того как в истоке Пемзенской протоки будет построена запруда. Проектировщики считают также необходимым укрепление каменной отсыпкой песчаного левобережья, иначе Амур сможет размыть строящиеся гидротехнические сооружения.
В 2005 году процесс обмеления Амура у Хабаровска несколько замедлился благодаря начавшимся гидротехническим работам. Однако в связи с завершившимся в 2004—2005 урегулированием пограничных вопросов между КНР и Россией КНР получает под свою юрисдикцию более 350 км² территории: остров Тарабаров и треть острова Большой Уссурийский в районе Хабаровска — а вместе с этими землями, и уже построенные гидротехнические сооружения — в частности, дамбу на протоке Прямой, которая разделяет острова Большой Уссурийский и Тарабаров.
Существуют опасения того, что новые хозяева уничтожат построенные российской стороной гидротехнические сооружения, что приведёт к продолжению процесса обмеления русла Амура у Хабаровска и разрушения левобережья.
26 августа 2014 пошла церемония торжественной закладки памятного камня, ознаменовавшего начало строительства трансграничного железнодорожного моста через реку Амур между китайским городским уездом Тунцзян (провинция Хэйлунцзян) и селом Нижнеленинское (Ленинский район Еврейской автономной области). Длина моста составит 2,3 километра (российская часть — 300 метров).
31 мая 2019 года состоялась торжественная церемония стыковки двух частей автомобильного моста через приграничную реку Амур в районе городов Благовещенском и Хэйхэ.

## Экология
Практически каждый год в реке фиксируются превышения ПДК по фенолу, нитратам и микробиологическим показателям
В результате аварии, произошедшей 14 ноября 2005 года на одном из китайских химических заводов, произошёл массированный выброс ядовитых веществ в реку Сунгари, после чего пятно нитробензола, и других химикатов двинулось по течению в Амур. Под предлогом предотвращения попадания загрязнённой воды в водозаборы Хабаровска китайцы возвели дамбу в истоке протоки Казакевичева. Это позволило направить поток отравленной воды, дошедший до этого района в 20-х числах декабря, к северному российскому берегу. В апреле 2006 года дамба частично была разобрана, планируется полный её демонтаж.

## Наводнения
С самого начала освоения русскими Приамурья Амур доставлял немалые неудобства своими наводнениями. Сохранились челобитные первых русских поселенцев, которые жаловались, что в 1681 году они остались без урожая, поскольку поля были затоплены водой.
«Краткая история Амурского казачьего войска», изданная в 1912 году, свидетельствует об катастрофическом наводнении случившимся в 1861 году:

Не успели казаки освоиться с новыми местами, как их постигло несчастие: разливом реки затоплены были пашни, покосы и сами селения. Из станиц, расположенных по верховью Амура, наиболее пострадали: Ваганова, Свербеева и Ушакова, из них последние две пришлось переносить на новые места: Ушакову за 15 вёрст вверх от бывшего места, Свербееву — на две версты выше… В этих селениях, как расположенных вблизи от берега, на низинах, был потоплен весь засеянный хлеб и сено. У Михайло-Семёновской станицы водой оторвало берег на семьдесят сажен. Убытки были огромные, своего хлеба у казаков не осталось ни одного зерна. Разрешено было переселиться пострадавшим на новые места, а для прокормления семей отпущен был казённый провиант на один год и оказано небольшое денежное вспомоществование по 15 рублей на семью— 
В дальнейшем наводнения случались в 1862, 1863, 1872, 1928, 1953, 1956, 1959, 1984 годах. Сильно страдал город Благовещенск, находящийся на стыке Зеи и Амура, неоднократно затапливаемый обеими реками.
В отличие от рек европейской части России, для Амура не характерно однопиковое весеннее половодье в силу более долгой весны, во время которой успевает растаять снег в верховьях рек. Важнейшее влияние на гидрообстановку в регионе оказывают тропические циклоны с юга, приносящие с собой продолжительные ливни.

### 2013 год
В августе 2013 года после многодневных проливных дождей на Амуре произошло катастрофическое наводнение. В Амурской области, Еврейской автономной области, Хабаровском крае десятки населённых пунктов были затоплены, проводилась эвакуация населения, пострадали улицы Хабаровска, Благовещенска и других городов. Суша левобережных островов скрылась под водой. Погибли сельскохозяйственные культуры на полях, затоплены сенокосные угодья. Животные страдали от затопления, в связи с тем, что поля, на которых раньше выводили домашний скот, затоплены. Некоторые дикие животные переплыли реку, чтобы спастись от стихии.
По данным на 26 августа 2013 г. в совокупности в Хабаровском крае, Амурской области и Еврейской АО подтоплены 185 населённых пунктов, 9,5 тыс. жилых домов, 13,8 тыс. приусадебных участков, 3,8 тыс. дачных участков и 374 социальных объектов. Также ушли под воду 611 км автомобильных дорог и 566,8 тыс. га сельскохозяйственных земель с посевами. Пассажирские перевозки по Амуру прекращены.
Уровень воды у Хабаровска 18 августа 2013 г. превысил «абсолютный максимум» 1913 года, поднявшись на 6,42 метра выше ординара. 27 августа 2013 г. в 12:00 по хабаровскому времени (5:00 по московскому) времени был зафиксирован уровень в 736 см. 4 сентября вода в Амуре поднялась до отметки 808 см. С 5 сентября отмечено начало снижения уровня воды.
12 сентября 2013 г. уровень воды у Комсомольска-на-Амуре достиг 9,1 м и в последующие дни пошёл на спад.
В настоящее время за нулевую отметку уровня воды Амура у Комсомольска принята отметка, расположенная выше уровня Балтийского моря на 13,38 метра.
23 сентября 2013 г. гребень паводка вышел в Татарский пролив, начался повсеместный спад уровня воды.

### 2019 год
В 2019 году состоялось очередное крупное наводнение, одно из крупнейших за всю историю гидрологических наблюдений с 1896 года. 11 сентября уровень воды у Комсомольска достиг максимальной отметки в 829 см и, в дальнейшем, пошёл на спад. Всего в Хабаровском крае в результате паводка подтоплены 815 частных жилых домов в 57 населённых пунктах и более 1,6 тыс. приусадебных участков, 115 участков дорог и более 2,1 тысячи дач. Причиной сильного паводка 2019 года, как и в 2013 году стали тропические циклоны, которые несли теплый влажный воздух, вызывали фронтальные разделы и сильные ливни по всему Дальнему Востоку.